# Gumpendorfer Straße metróállomás
Gumpendorfer Straße egy metróállomás Bécsben a bécsi metró U6-os vonalán.

## Szomszédos állomások
A metróállomáshoz az alábbi állomások vannak a legközelebb:
- Westbahnhof
- Längenfeldgasse

## Átszállási kapcsolatok
| U6 (Floridsdorf ↔ Siebenhirten) |                        |                         |
| Állomás                         | Átszállási kapcsolatok | Fontosabb létesítmények |
| Gumpendorfer Straße             | 6, 18 57A              |                         |